# Église des Béatitudes

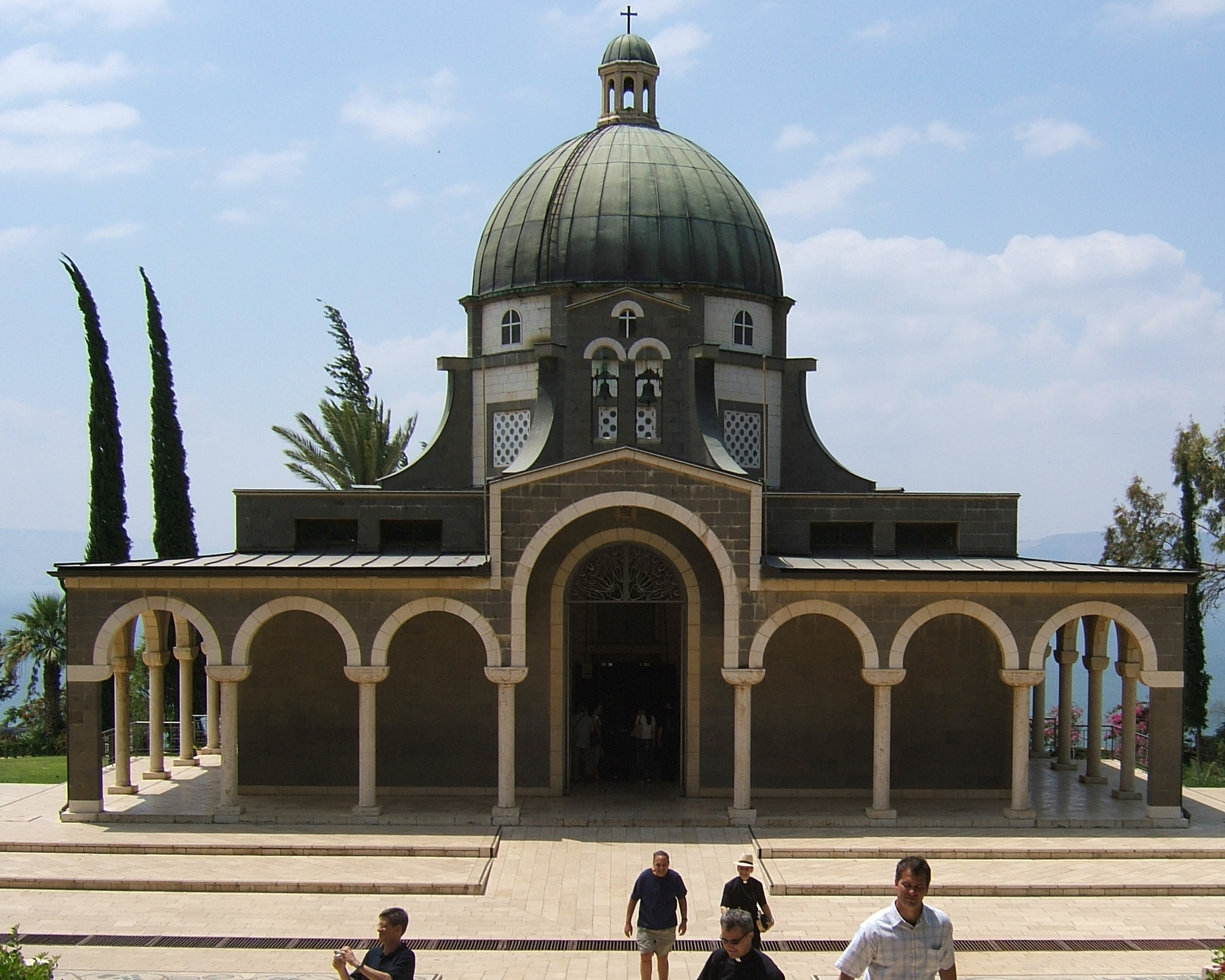
Vue de l'église des Béatitudes

Pour les articles homonymes, voir Béatitudes (homonymie).
L'église des Béatitudes est une église catholique consacrée en 1938 qui se trouve au bord du lac de Tibériade, à deux cents mètres d'altitude, à proximité du Mont des Béatitudes. C'est sur ce site que, selon la tradition chrétienne, Jésus prononça son Sermon sur la montagne. L'église est construite non loin des vestiges d'une église bâtie après l'acte de tolérance du culte chrétien par les autorités romaines.

## Historique
L'église se trouve sur une colline (le mont Eremos, ou mont des Béatitudes) entre Tabgha et Capharnaüm avec une vue remarquable sur le lac de Tibériade et la plaine de Génézareth. Les pèlerins reconnaissent depuis au moins le IVe siècle (après l'acte de tolérance de Constantin) cet endroit comme celui du Sermon sur la montagne. La pèlerine Égérie, venue d'Espagne wisigothique, en fait mention dans son texte latin rédigé vers 380. L'église actuelle se trouve à deux kilomètres des ruines d'une petite église du IVe siècle avec une citerne et les vestiges au sud-est d'un monastère. Une partie du sol originel de mosaïques a été découvert; il est aujourd'hui visible pour le public au site de Capharnaüm.
Le Bienheureux Paul VI y a célébré la messe en 1964 et Saint Jean-Paul II en mars 2000, au cours de leurs voyages pastoraux en Terre sainte. Elle est continuellement visitée par des pèlerins venus du monde entier, ainsi que par des chefs d'État.

## Architecture
L'église a été construite en style néo-byzantin par Antonio Barluzzi selon un plan octogonal pour rappeler les huit béatitudes qui sont décrites dans l'Évangile selon saint Matthieu. Leurs paroles sont inscrites sur chacun des huit vitraux se trouvant sur le tambour qui soutient la coupole.
Devant l'église se trouvent sept mosaïques représentant les symboles des vertus théologales: la foi, de l'espérance la charité, ainsi que les quatre vertus cardinales: force, prudence, tempérance et justice.

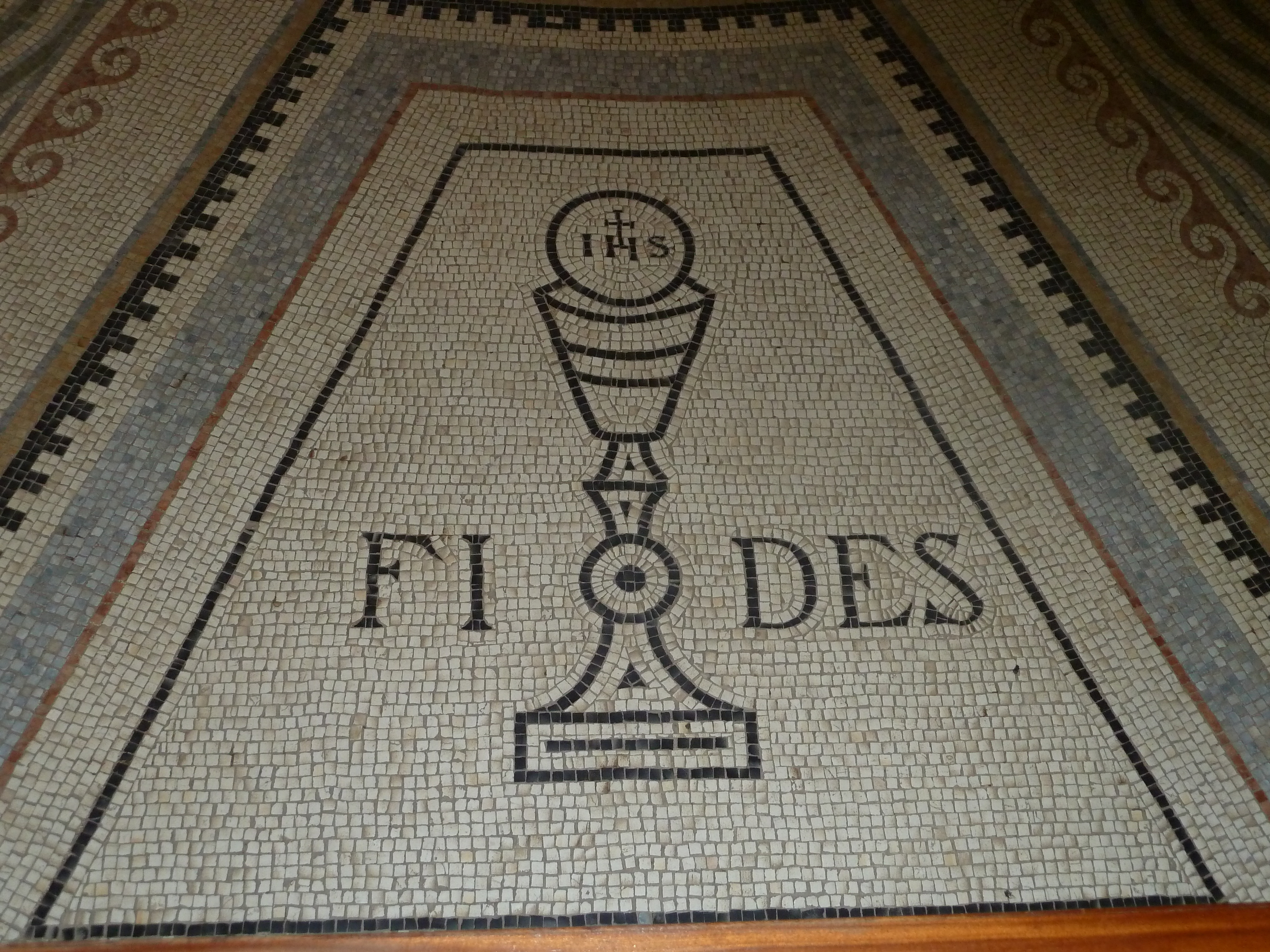
Mosaïque représentant le symbole de la foi (calice et hostie)
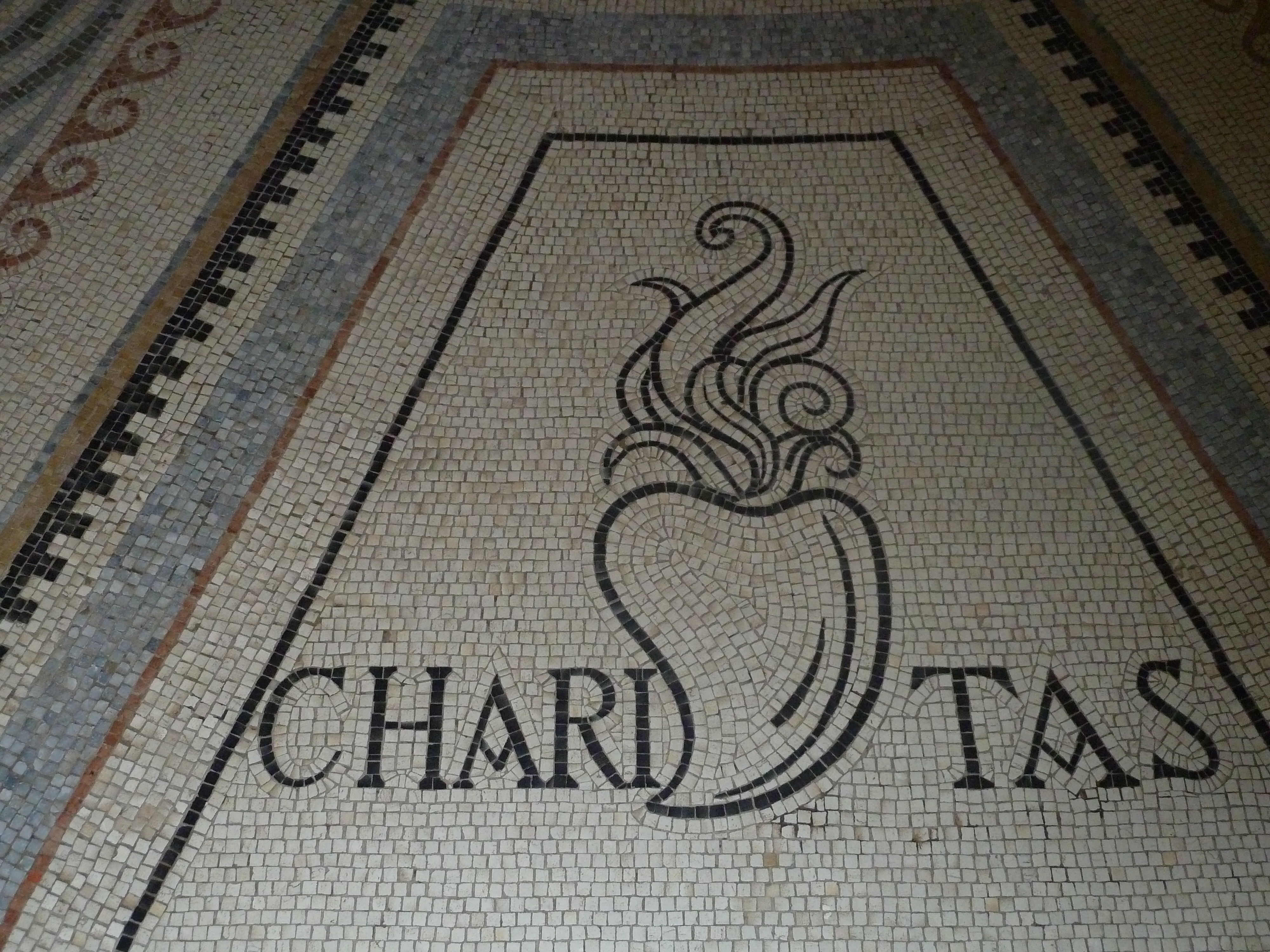
Mosaïque représentant le symbole de la charité (Cœur ardent)
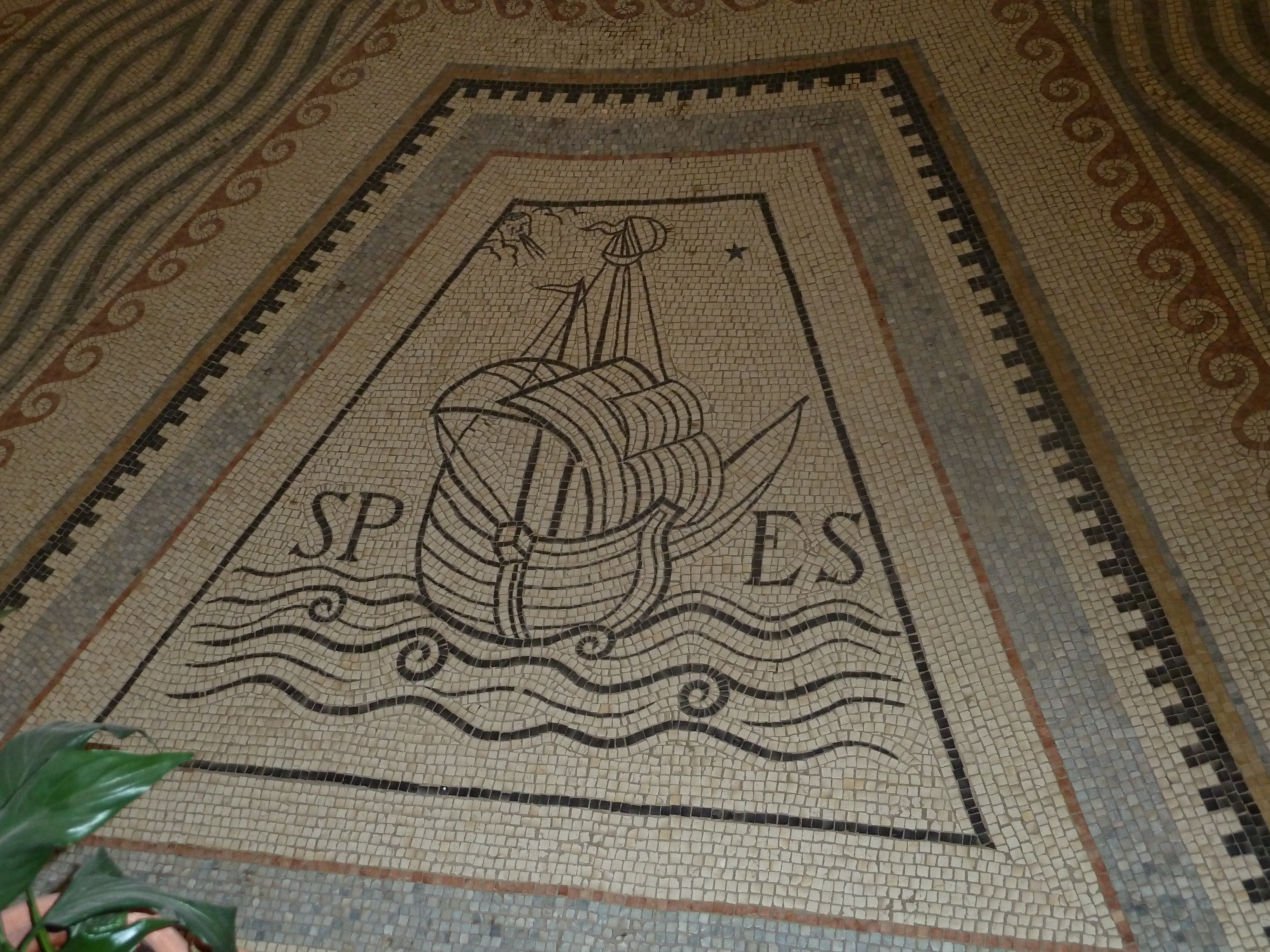
Mosaïque représentant le symbole de l'espérance (bateau voguant sur les flots)
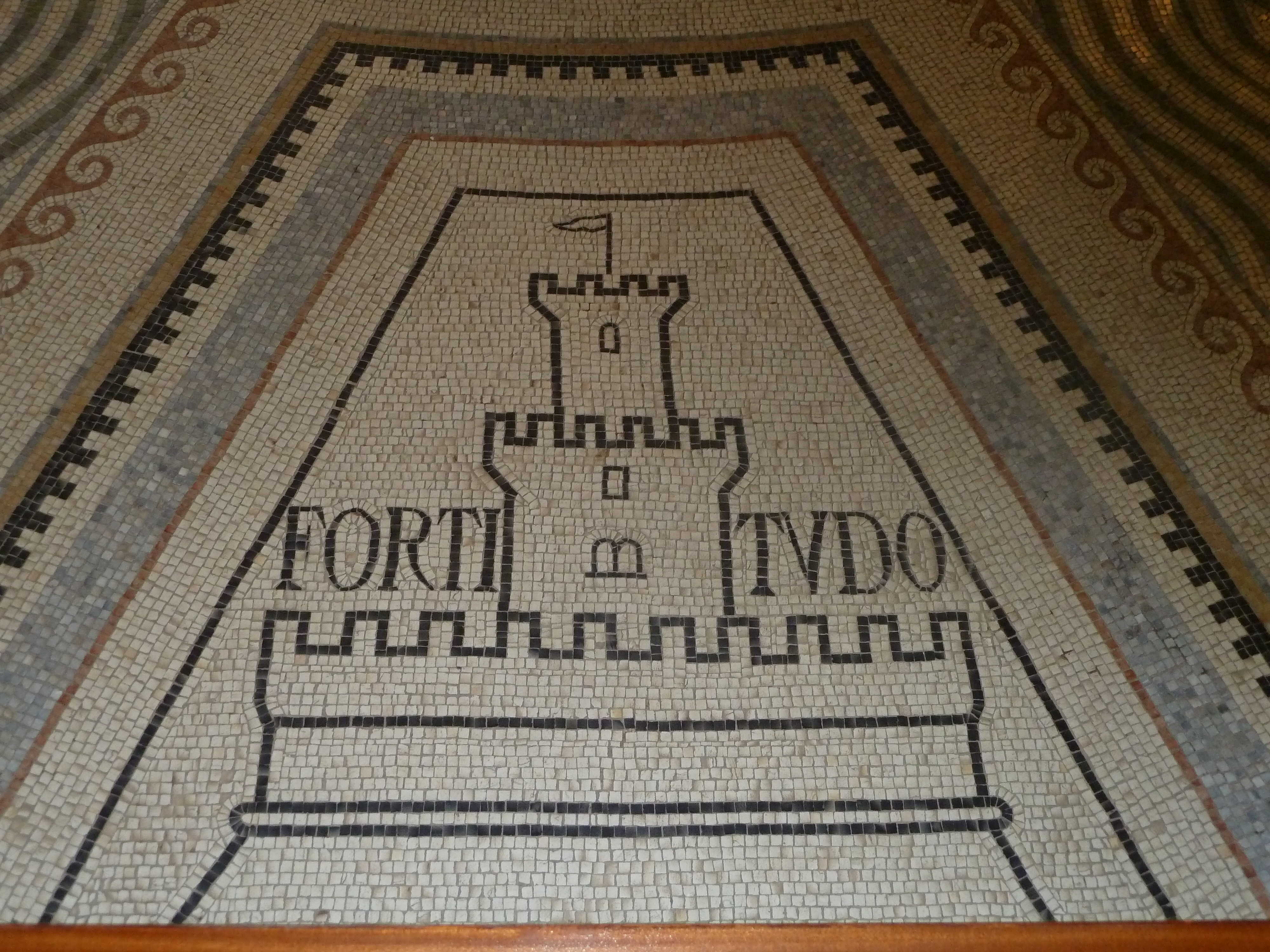
Mosaïque représentant le symbole de la force (forteresse)

## Illustrations

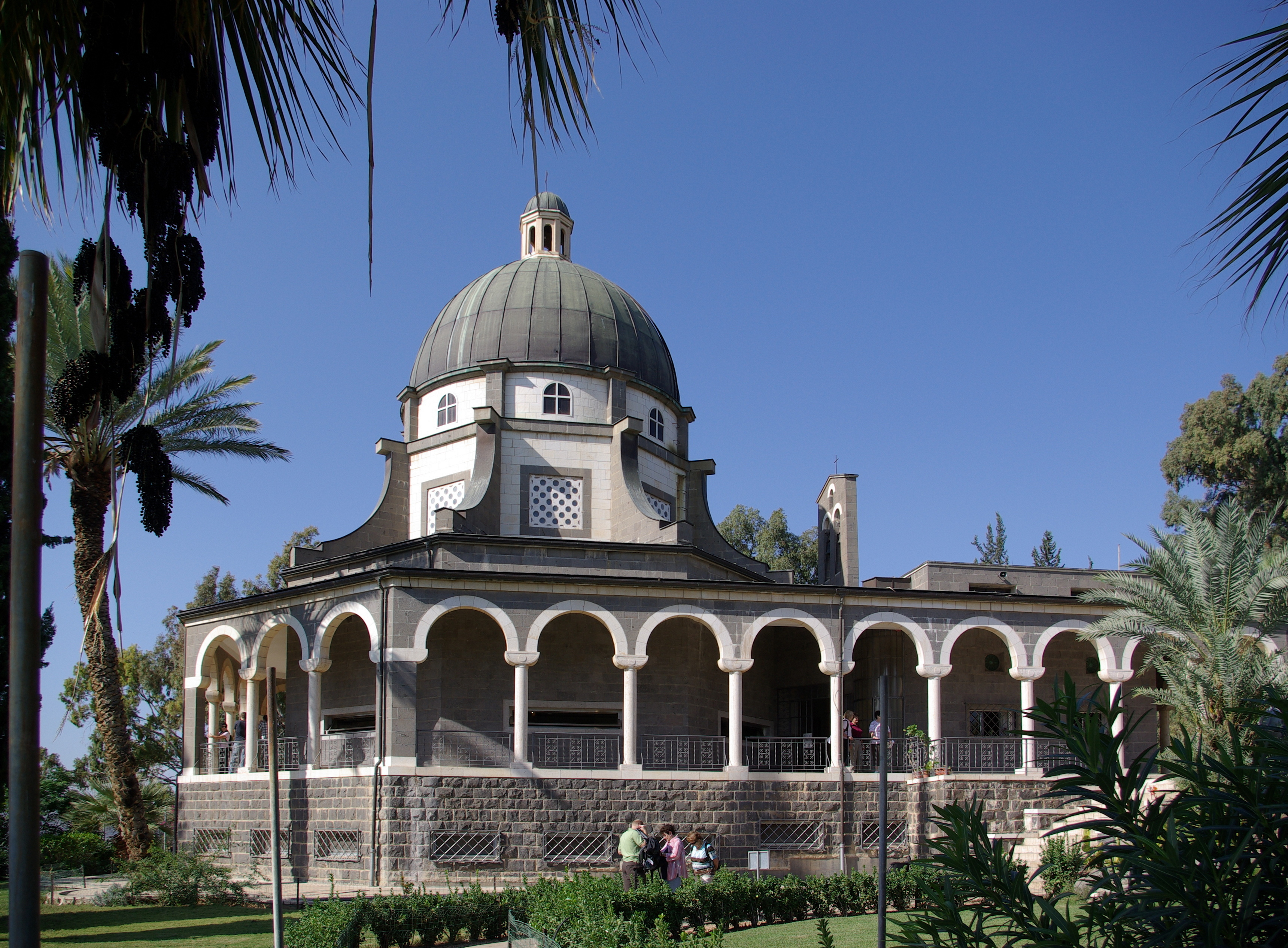
Vue de côté de l'église
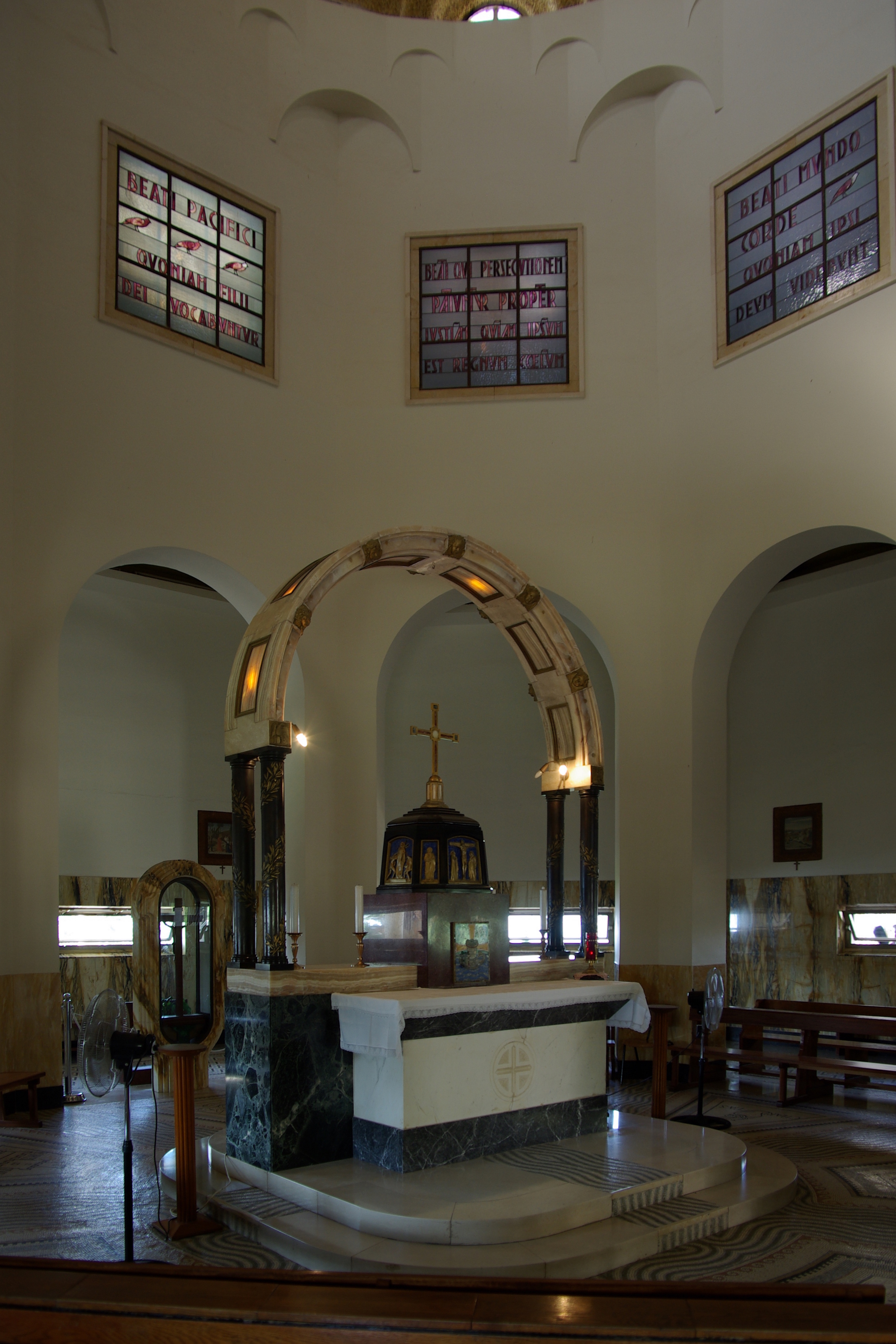
Intérieur de l'église
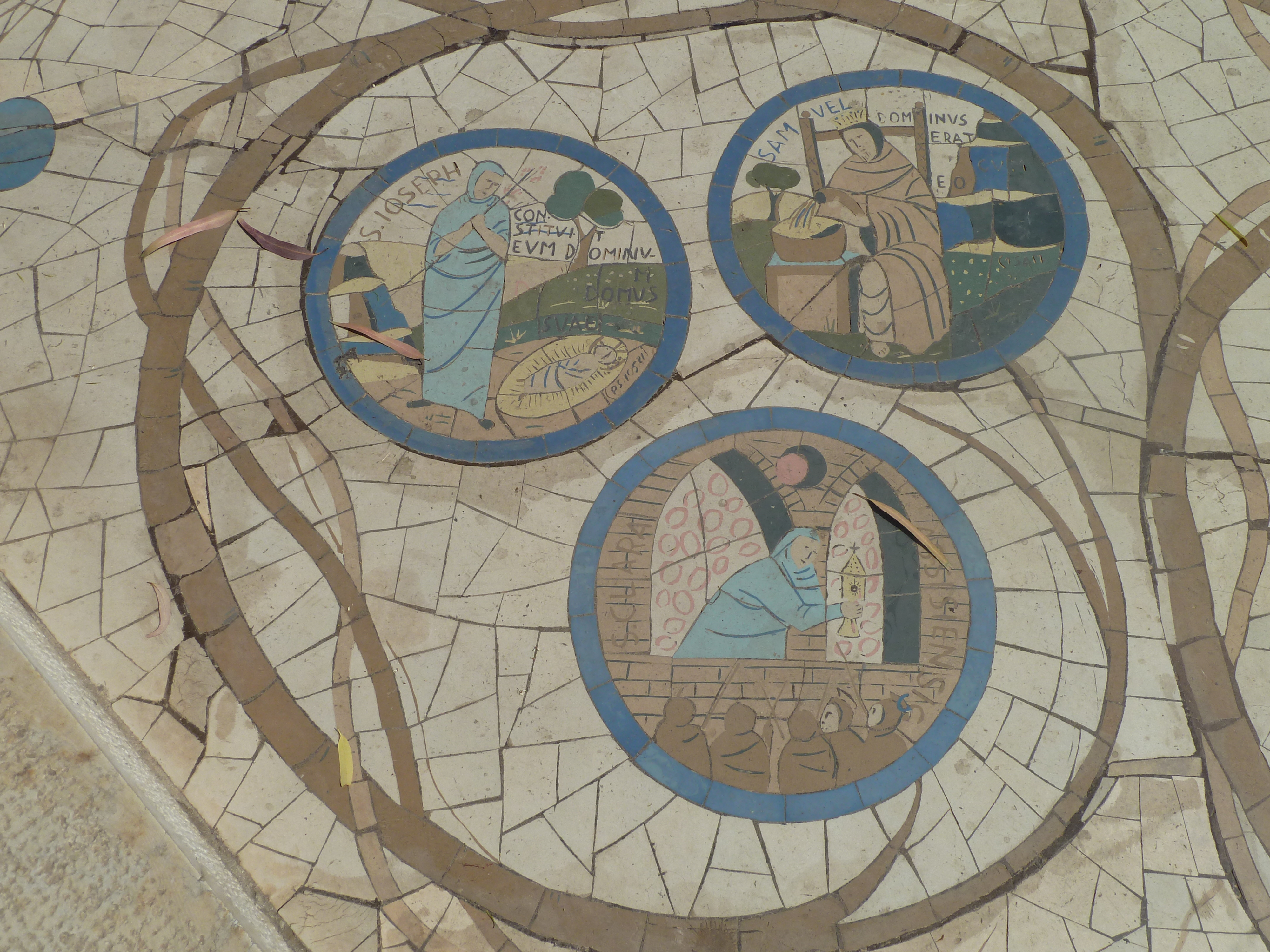
Détail de la mosaïque: Samuel, saint Joseph et sainte Claire
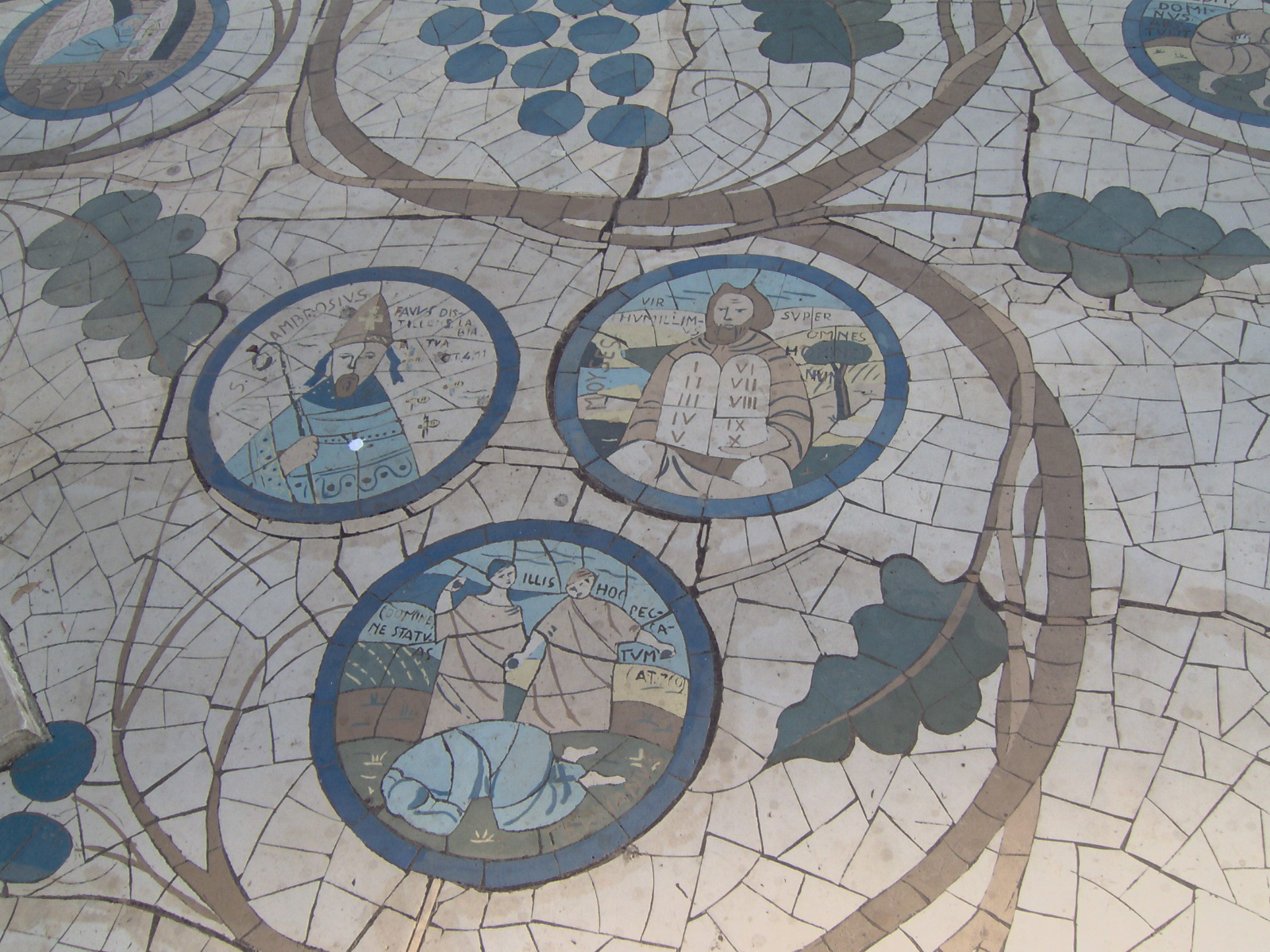
Détail du sol de mosaïques: Moïse, la lapidation de saint Étienne et saint Ambroise
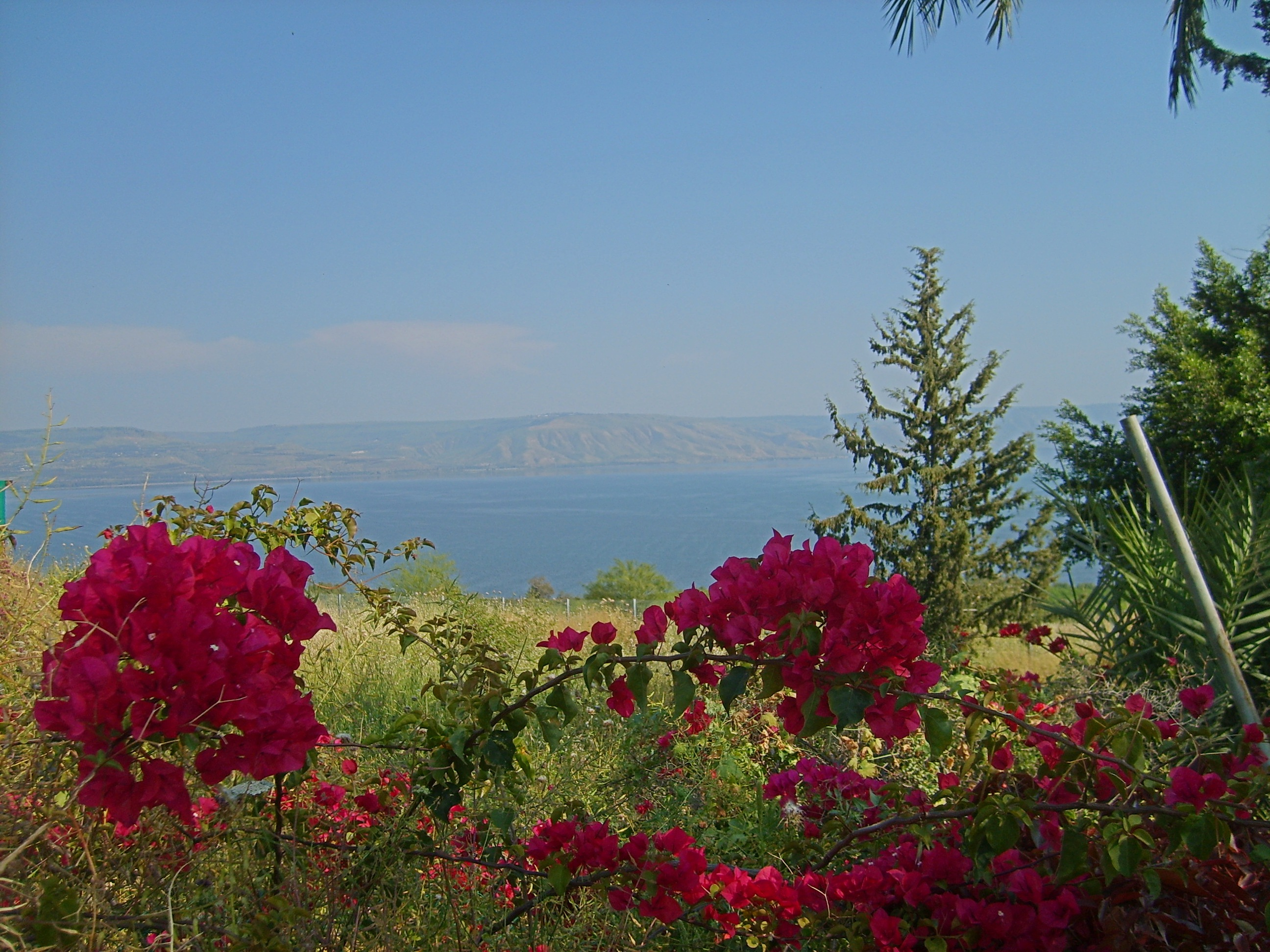
Vue de l'église vers le lac de Tibériade